# 에밀리오 인솔레라
에밀리오 인솔레라(영어: Emilio Insolera, 1979년 1월 29일 ~)는 수화유전자: 최초의 농인 슈퍼 히어로들 (2017)(영어:Sign Gene : The First Deaf Superheroes)  작품으로 잘 알려진 미국의 배우 및 프로듀서이다.  2019년 9월 인솔레라는, 제시카 채스테인, 페넬로페 크루즈, 다이앤 크루거, 루피타 뇽오, 판빙빙, 에드가르 라미레스, 서배스천 스탠과 함께 사이먼 킨버그 감독의 유니버설 픽처스 제작, 스파이 영화 《더 355》(The 355)에 합류했다.

## 성장 과정과 교육
인솔레라는 아르헨티나, 부에노스 아이레스에서 이탈리아인이자 청각 장애인인 부모 밑에서 청각 장애인으로 태어나 이탈리아와 미국에서 자랐다. 풀브라이트 장학 프로그램의 장학생으로서 그는 세계 유일의 청각 장애인을 위한 인문 대학교인 워싱턴 DC의 갤러뎃 대학교에서 언어학 및 영화 학사 학위를 받았으며 ‘로마 라 사피엔자 대학교’에서 상위 5%의 성적으로 매스 커뮤니케이션 석사 학위를 취득하였다. 인솔레라는 수화가 그의 주 언어 수단임에도 불구하고 유창하게 말을 할 수 있으며 상대방의 입술 움직임을 읽을 수 있다. 학업을 마친 인솔레라는 뉴욕에 정착하여 MTV, Time Out New York 및 엘르에서 재직하였다.

## 경력
인솔레라는 장편 슈퍼 히어로 영화 수화유전자: 최초의 농인 슈퍼히어로들의 감독과 각본을 맡아 제작했다. 일본, 미국, 이탈리아에서 촬영된 이 영화는 수화를 사용하여 초인적인 힘을 발휘할 수 있는 능력을 가진, 청각 장애인 슈퍼 히어로들에 대한 이야기이다. 처음에는 단편 영화를 목표로 시작했던 이 영화는 순식간에 수많은 사람들의 관심을 한 몸에 받았고, 그에 따라 이 영화에 참여하고자 하는 이들이 늘어나게 되었다. 엄청난 기회가 다가왔음을 직감한 인솔레라는, 스크립트를 장편 길이로 다시 작성했으며 영화 캐스팅은 입소문을 통해 이루어지게 되었다. 인솔레라는 특히 수화에 능통한 각 지역의 원어민들을 찾는데 많은 공을 들였다.
이 영화는 2017년 9월 8일 밀라노에서 국제적으로 초연되었고, 2017년 9월 14일 UCI 영화관에서 첫 극장 개봉을 하였으며, 2018년 4월 13일에 미국에서 데뷔하였다. 2018년 9월 14일에는 일본에서도 개봉을 했다. 이 영화는 제 71회 칸 영화제 기간 동안 이탈리아의 호텔인 Italian Pavilion, Hôtel Barrière Le Majestic에서 상영되기도 하였다.
수화유전자: 최초의 농인 슈퍼 히어로들은 평론가들로부터 긍정적인 평가를 받았다. 로스앤젤레스 타임스(영어: Los Angeles Times)에서 마이클 레흐샤펜(Michael Rechtshaffen)은 이 영화를 "새롭고 독특한, 영화 제작의 새로운 목소리"이자 "청각 장애인 출연진이 수행하는 수화와 스트로보 액션 시퀀스, 스톡 영상 기법이 결합된 빠른 속도의 혼합체이며, 거친 영화 필름을 이용한 영상 효과와 앞서 언급한 전체를 감싸는 사운드 믹스를 시뮬레이션해 최종 결과가 매우 창의적이면서 동기부여적이다"라고 표현했다. 이탈리아 신문인 Avvenire는 이 영화를 "비디오 게임이나 일본 만화의 빠르고 사이키델릭한 언어에 익숙한 젊은 세대가 대부분 좋아할 것"이라 평가했다. ASVOFF의 작가 조지아 칸타리니(Giorgia Cantarini)는 이 이야기가 "복잡하면서도 아주 매력적이다. 영화의 소리가 예상치 못하게 중요한 요소로 작용하며, 때때로 보는 이를 압도한다. 모든 일이 매우 빠르게 일어나고 긍정적인 에너지로 관객을 놀라게 한다"고 평가했다. 이탈리아 신문인 Corriere della Sera에서, 미켈라 트리가리(Michela Trigari)는 이 영화를 "관중들의 상상력을 사로잡기 위해 공상 과학 소설을 도구로 사용한 실험적인 영화'이며 또한 "눈에 보이지 않는 것들을 가시화 한다"고 묘사했다.
인솔레라는 세계적인 사진 작가 Leslie Kee가 찍은 Tokyo Weekender 2018년 11월호 표지에 등장했다.
같은 달, 인솔레라는 도쿄에서 열린 Leslie Kee, 20주년 기념 사진전 “WE ARE LOVE”의 메인 포스터에 등장하기도 했다.
1월에 인솔레라는 Rosi Di Stefano가 촬영한 13페이지 분량의 패션 스토리, 배너티 페어(영어: Vanity Fair) Italia 5호에 Carola Insolera와 함께 출연했다.
2019년 1월부터 인솔레라는 이탈리아 방송국 메디아셋의 채널 Canale 5의 이탈리아 풍자 TV 프로그램인 Striscia la notizia와 협력하여 다양한 프로그램을 공동 제작하였다.  Striscia la notizia는 Auditel에서 ‘2019년 봄 시즌에 가장 많이 시청한 TV 프로그램’으로 선정되었다.

## 예정된 프로젝트
2019년 9월 인솔레라는 제시카 채스테인, 페넬로페 크루즈, 다이앤 크루거, 루피타 뇽오, 판빙빙, 에드가르 라미레스 및 서배스천 스탠과 함께 사이먼 킨버그의 스파이 영화, 355에 합류했다. 인솔레라는 “해커”라는 캐릭터를 연기한다. 이 영화는 2022년 유니버설 스튜디오(영어: Universal Pictures)에 의해 개봉될 예정이다.

## 사생활
그는 도쿄에서 만난 노르웨이 모델 Carola Insolera와 교제 중이다.

## 사회 운동
인솔레라는 LISMedia 및 MPDF와 협력하여 다양한 미디어 자료들을 수화로 구현했다. 인솔레라는 최초의 이탈리아어 수화 사전을 비디오 형식으로 제작했다.